# Kurt von Lettow-Vorbeck
Kurt Wilhelm von Lettow-Vorbeck (* 2. Juli 1879 in Freiburg im Breisgau; † 12. Januar 1960 in Kassel) war ein deutscher Landrat im Kreis Cochem und im Kreis Prenzlau sowie Regierungsrat in Berlin.

## Leben
Die Eltern von Kurt waren der preußische Generalmajor und Infanterie-Kommandant des 5. Badischen Infanterie-Regiments Nr. 113, Moritz Eduard von Lettow-Vorbeck und dessen Ehefrau Hedwig Henriette geb. Schröder. Er hatte einen älteren Bruder Ernst Moritz (1874–1950) sowie eine jüngere Schwester Katharina Hedwig (1883–1888). 
Seine gymnasiale Ausbildung erhielt er in Kassel. An der Albert-Ludwigs-Universität Freiburg und der Philipps-Universität Marburg studierte er Rechtswissenschaft. Er wurde Mitglied des Corps Hasso-Borussia Freiburg (1900) und des Corps Hasso-Nassovia (1904). Nach dem Studium arbeitete er erst in Posen, dann in Frankfurt (Oder) und Wetzlar. Von dort wechselte er nach Koblenz, wo er die Ernennung zum Regierungsrat erhielt. Am 25. Juli 1917 berief man ihn zum kommissarischen Landrat im Kreis Cochem, welche am 1. Dezember 1919 durch eine Ernennung in eine endgültige Position umgewandelt wurde. Im Juli 1921 wechselte er wieder als Landrat und Mitglied der Deutschnationalen Volkspartei in den Landkreis Prenzlau, wo er allerdings von Silvio Conti, der Mitglied der NSDAP war, am 3. August 1933 abgelöst und im September in den einstweiligen Ruhestand versetzt wurde. Nach der Überweisung an das Oberpräsidium Berlin, wurde Lettow-Vorbeck im Mai 1934 an den Staatskommissar der Hauptstadt überwiesen und wechselte zuletzt 1938 zur Stadtverwaltung Berlin.
Kurt von Lettow-Vorbeck war seit dem 3. Juni 1906 mit Auguste Elisabeth Hedwig von Block (* 1881 in Berlin) verheiratet. Mit ihr hatte er eine gemeinsame Tochter, Christa von Lettow-Vorbeck, geboren am 23. September 1908 in Frankfurt (Oder).